# 恭嬪 (乾隆帝)
恭嬪（きょうひん、雍正11年(1733年？) - 嘉慶10年(1805年))は、清の乾隆帝の側室。姓は林氏。父は拜唐阿。一説には内務府鑲黄旗出身。

## 生涯
乾隆13年（1748年）1月，林常在として入宮し、同年5月に林貴人に晋封される。
乾隆14年（1749年）、林常在に戻される。
乾隆16年（1751年）、林貴人に再晋封され、その後40年、林貴人として生活する。
乾隆59年（1794年）、承乾宮に移り住み、恭嬪に封される。
嘉慶10年（1805年）、11月27日逝去。
嘉慶12年（1807年）、裕陵の妃園寝に陪葬された。

## 伝記資料
- 『清史稿』

## 登場作品
- 如懿伝 〜紫禁城に散る宿命の王妃〜（2017年、中国、演：孫文婷	）